# Glodzjevo
Glodzjevo (bulgariska: Глоджево) är ett distrikt i Bulgarien.   Det ligger i kommunen Obsjtina Vetovo och regionen Ruse, i den nordöstra delen av landet, 270 km öster om huvudstaden Sofia.
Trakten runt Glodzjevo består till största delen av jordbruksmark. Runt Glodzjevo är det ganska tätbefolkat, med 58 invånare per kvadratkilometer.